# 12 речи (2. сезона)
Друга сезона драмске телевизијске серије 12 речи  емитована је од 15. до 30. новембра 2023 године на Суперстар ТВ. Друга сезона се састоји од 12 епизода. , , , 

## Радња
Млади адвокат Милош Ивановић покушава да среди свој живот након догађаја из прве сезоне.
Случај Чечерина који је био његов први велики случај је затворен сведочењем заштићеног сведока Влаховића.
Роберт, хакер задужен за прање пара криптовалутама клана Чечерина, је побегао из затвора у Кину.
Сара је добила посао у тужилаштву, веза између ње и Милоша је обновљена, Милошу умире отац
Томислав Грубор, за кога је Милош радио, ухапшен је на основу доказа које је доставио Милош.
Милошев план да ствара породицу и живи обичан живот се мења кад постане талац Жарка Чечерине, који је побегао из затвора.
Уцењен да у свом стану скрива одбеглог криминалца, открива неку нову истину о себи и свету у коме живи.
Милошев судар са тужилаштвом окреће га адвокатској сивој зони и позицији против естаблишмента; он више није бунтовник без разлога, незрели клинац, већ адвокат на ивици закона.
Друга сезона је време наплате старих дугова...

## Епизоде
| Бр. еп. (укупно) | Бр. еп. (у сезони) | Наслов   | Редитељ        | Сценариста     | Премијера          |
| --- | ------------------ | -------- | -------------- | -------------- | ------------------ |
| 13 | 1                  | Клешта   | Јелена Столица | Јелена Столица | 15. новембар 2023. |
| Млади адвокат Милош Ивановић труди се да живи нормалан живот. Преузима случајеве деликвенције младих навијача, успут планира венчање са дугогодишњом партнерком Саром и даље покушава да се запосли на факултету. Тај план се руши као кула од карата када му на врата једне ноћи позвоне ненајављени гости... |                    |          |                |                |                    |
| 14 | 2                  | Пиштољ   | Јелена Столица | Јелена Столица | 16. новембар 2023. |
| Милош покушава да одржи привид нормалности након што му једне вечери упао Чечерина у стан, одлази са Саром на одмор за викенд, али га прошлост и тамо прогања.... |                    |          |                |                |                    |
| 15 | 3                  | Ракија   | Јелена Столица | Јелена Столица | 17. новембар 2023. |
| Притисак на Милоша све више расте. Поред тога што је талац свог клијента Чечерине, који прети њему и његовој породици, за вратом му је и тужилац Мирковић, који на све начине покушава да дође до одговора на своја питања. Младог адвоката околности гурају ка ивици.                                         |                    |          |                |                |                    |
| 16 | 4                  | Капсула  | Јелена Столица | Јелена Столица | 20. новембар 2023. |
| У жељи да реши горући случај Чечерина, тужилац Мирковић повлачи ризичне потезе. Због скривања свог клијента и ћутања о томе, Милошева веза са Саром се доводи у питање. Леон постаје свестан озбиљности ситуације у којој се налази и тражи Милошеву помоћ...                                                  |                    |          |                |                |                    |
| 17 | 5                  | Цигарета | Јелена Столица | Јелена Столица | 21. новембар 2023. |
| Покушаји да се откључа волет са Чечерининим новцем су неуспешни, притисак на Леона је све већи, а времена је све мање. И Милош је под притиском да испуни задатке који треба да му обезбеде слободу, док му веза са Саром све више измиче из руку. Да ли ће Милош упознати људску страну свог незваног госта?  |                    |          |                |                |                    |
| 18 | 6                  | Телефон  | Јелена Столица | Јелена Столица | 22. новембар 2023. |
| Након крвавог јутра, Сара улази у борбу, због које Раичковићка мора да реагује. Сарине пословне и приватне околности се компликују. Милош добија слободу коју је желео, али мора да одговори на питање: Да ли знаш на чијој си страни?                                                                         |                    |          |                |                |                    |
| 19 | 7                  | Ковчег   | Јелена Столица | Јелена Столица | 23. новембар 2023. |
| Чечерина долази у Требиње. Милош стаје на страну свог клијента и даје све од себе да га правно ослободи. Милош је спреман да прихвати последице сукоба интереса са Саром која је намерила да пронађе Чечерину по сваку цену...                                                                                 |                    |          |                |                |                    |
| 20 | 8                  | Мета     | Јелена Столица | Јелена Столица | 24. новембар 2023. |
| Раичковићка притишће Војислава да разбије шифру и уђе у траг Робертовом контакту у Србији. Леон улази у волет и проналази бројне документе које је Роберт годинама прикупљао, што Милошу даје нови угао гледања на ствари и прилику да припреми бољу одбрану за свог клијента...                               |                    |          |                |                |                    |
| 21 | 9                  | Камера   | Јелена Столица | Јелена Столица | 27. новембар 2023. |
| У рату који се води на улицама због дроге, полиција открива два, до сада, непозната лица. У околностима које их окружују, једна лепа вест ће Сару и Милоша зближити више него икад... |                    |          |                |                |                    |
| 22 | 10                 | Шлепер   | Јелена Столица | Јелена Столица | 28. новембар 2023. |
| Док се пакује нова пошиљка дроге у капсуле за еутаназију у Колумбији, ситуација у Требињу је измакла контроли. Раичковићка шаље Мају и Иљу на нови задатак. Милош и Сара се удружују са циљем да зауставе Одановића...                                                                                         |                    |          |                |                |                    |
| 23 | 11                 | Машиница | Јелена Столица | Јелена Столица | 29. новембар 2023. |
| Чечерина је преживео и сада само жели да среди ствари на свој начин, без суђења. Сара и Милош предузимају конкретне кораке у припреми за суђење Одановићу. Под надзором свог кума, Игора, враћају контролу на улицама...                                                                                       |                    |          |                |                |                    |
| 24 | 12                 | Коњ      | Јелена Столица | Јелена Столица | 30. новембар 2023. |
| Велика пошиљка наркотика ће унети у пометњу у односе домаћих и страних служби, довести у ризик Одановића и његове договоре са Чечерином. Да ли је Чечерина довољно јак да врати контролу на улицама. Да ли Милош може да победи себе и опрости неопростиво?                                                    |                    |          |                |                |                    |